# Arthur Tell Schwab
Arthur Rudolph Tell Schwab (* 4. September 1896 in Börtewitz; † 27. Februar 1945 in Siglingen) war ein Schweizer Geher.
Er war der Sohn einer in die Nähe von Leipzig eingewanderten Schweizer Familie und wuchs in Berlin auf. Dort gründete er eine Feinmechanikerwerkstatt und widmete sich in seiner Freizeit dem Gehsport, den er bald auch innerhalb des SC Charlottenburg ausübte. Von 1931 bis 1935 war er Weltrekordhalter im 5000-m-Gehen. Von 1935 bis 1941 war er Weltrekordhalter in der Disziplin über 15 km.
Die NS-Führung versuchte, ihn bei internationalen Wettkämpfen zum Start für Deutschland zu gewinnen, er startete jedoch weiterhin für die Schweiz. So auch bei den Olympischen Spielen 1936 in Berlin, wo er die Silbermedaille im 50-km-Gehen in der Zeit von 4:32:09,2 h gewann. 1934 hatte er über die gleiche Distanz bereits die Silbermedaille bei den Europameisterschaften in Turin geholt.
Nachdem Schwab mehrere Kriegsjahre in Berlin verbracht hatte, entschloss er sich im Frühjahr 1945, in die Schweiz auszuweichen. Er bestieg den letzten Bahntransport der eidgenössischen Mission und kam darin bei einem Fliegerangriff am Bahnhof von Siglingen nahe Heilbronn ums Leben. Sein Sohn Fritz Schwab gewann an den Olympischen Spielen 1948 Bronze und 1952 Silber im 10'000-Meter-Gehen.